# Putty (jeu vidéo)
Pour l'application informatique, voir PuTTY.
Putty, aussi appelé Silly Putty, Super Putty et Putty Moon, est un jeu vidéo de plates-formes développé et édité par la société britannique System 3, sorti en 1992 sur Amiga, en 1993 sur Super Nintendo et en 1994 sur Amiga CD32.
Le joueur incarne Putty, une boule bondissante et élastique aux habilités variées. Le but du jeu est de rapatrier dans le temps imparti des robots dispersés dans des niveaux à l'architecture verticale. Les caractéristiques du personnage sont inspirés par le Silly Putty. Le jeu a donné suite à Putty Squad en 1994, qui a eu le droit à un remake sur PlayStation 3, PlayStation 4 et PlayStation Vita.

## Développement
- Conception : Phil Thornton
- Programmation : Dan Phillips
- Programmation additionnelle : Dave Collins, John Kemp, Rob Stevens
- Graphismes : Phil Thornton
- Graphismes additionnels : Robin Levy, Jo Walker
- Musiques : Richard Joseph
- Effets sonores : Phil Thornton
- Producteur : Mark Cale